# هلموت کارتسل
هلموت کارتسل (به آلمانی: Helmut Karzel) (زاده ۱۵ ژانویه ۱۹۲۸) ریاضیدان و تاریخنگار ریاضیات اهل آلمان است.
وی از سال ۱۹۴۷ در دانشگاه فرایبورگ ریاضیات و فیزیک و از سال ۱۹۵۰ در دانشگاه بن به تحصیل پرداخت. کارتسل در سال ۱۹۵۱ درجه دکتری را زیر سرپرستی امانوئل اشپرنر با رساله ای به نام «روابطی میان تابعهای مرتبه، نرمها و تقسیم دو بخشی» به دست آورد. سپس در دانشگاه هامبورگ به عنوان دستیار علمی به کار سرگرم شد و پس از به دست آوردن درجه شایستگی، در همان‌جا به استادیاری رسید. کارتسل سرانجام در سال ۱۹۶۵ در همان دانشگاه به درجه استادی رسید. کارتسل سالها ویراستار مجله هندسه بود. 
زمینه کاری کارتسل هندسه است ولی او همچنین به تاریخ ریاضیات پرداخت و برای نمونه به همراه هانس کرول کتابی با نام «تاریخ هندسه از زمان هیلبرت» نوشت. وی همچنین مجموعه کارهای استادش اشپرنر را انتشار داد.